# 브랜던 나이트 (야구인)
브랜던 마이클 나이트(영어: Brandon Michael Knight, 1975년 10월 1일 ~ )는 미국의 전 야구 선수이다. 투구 및 골프를 칠 때만 오른손을 쓰고 원래는 왼손잡이다.

## 선수 시절

### 미국 프로야구 시절

#### 뉴욕 양키스시절
1994년 51라운드로 드래프트됐는데, 흥미롭게도 11라운드 전체 344위인 에릭 영과 함께 드래프트됐다. 그는 2001년과 2002년 뉴욕 양키스에서 차근차근 빅 리그 경력을 쌓았지만 그 후 방출됐다.

### 일본 프로야구 시절
후쿠오카 소프트뱅크 호크스와 홋카이도 닛폰햄 파이터스에서 2003년 ~ 2005년까지 활동했다.

### 미국 프로야구 복귀
방출 후 뉴욕 메츠 산하 트리플 A 뉴올리언스에서 3년간 선수 생활을 했다. 그는 2008년 은퇴 후 독립 리그에서 활동했고 베이징 올림픽 미국 국가대표팀으로 참가했으며 한국전에 선발 등판하며 이름을 알렸다. 그 후 2009년 에르난데스의 방출로 인해 삼성 라이온즈에 입단했다.

### 한국 프로야구 시절

#### 삼성 라이온즈시절
2009년 11경기에 등판해 6승 2패, 3점대 평균자책점을 기록했다. 2010년 8월 1일, 넥센 히어로즈전에서 오른쪽 무릎 반원팔 연골 손상으로 시즌 아웃되며 임의 탈퇴됐다. 2010년 21경기에 등판해 6승 4패, 4점대 평균자책점을 기록했다. 2010년 시즌 후 넥센 히어로즈는 두 자릿수 승을 기록했지만 승률이 낮았던 에이드리언 번사이드와의 재계약을 포기했고, 그를 영입하기 위해 임의 탈퇴 해제를 요청해 동의를 얻어냈다.

#### 넥센 히어로즈시절

##### 2011년시즌
좋은 투구를 하고도 최다 패를 기록했다. 그러나 코치진은 그의 능력을 믿고 재계약했다.
- QS 14회 (공동 7위)
- 투구 이닝 172.1이닝 (공동 5위)
- 110사사구 (1위)
- 15패 (1위)
- 평균 투구수 101개 (7위)
- 선발 등판 횟수 30회 (2위)

##### 2012년시즌
무릎 부상이 완치되며 무릎에 힘을 실어낼 수 있는 투구가 가능해졌다. 이에 의해 제구력이 향상되고 낮게 깔리는 싱커볼의 위력이 배가 되며 땅볼로 범타를 잡아내는 투구를 했다. 기록상으로 땅볼/뜬공의 수치가 1.91이었으며 이는 라이언 사도스키에 이어 선발 투수 중 두 번째였다. 또한 맞춰잡는 피칭으로 인해 투구 수를 절약하며 평균 7이닝에 가까운 효율적인 투구를 했다. 시즌 30번의 선발 등판 중 27번의 QS를 달성했으며 시즌 중 최소 이닝 투구가 5월 23일 LG 트윈스전 4.1이닝일 정도로 제 몫을 다 했다. 또한 선발 투수로는 5년 만에 200이닝 이상을 투구했다. 8월 11일 한화 이글스와의 경기에서 KBO 리그 데뷔 첫 완봉승을 거뒀다. 시즌 후 재계약에 합의했다.
- QS 27회 (1위, 역대 1위)
- QS+ 20회 (1위)
- 평균자책점 2.20 (1위)
- 투구 이닝 208.2이닝 (1위)
- 승리 16승 (2위)
- 선발 16승(장원삼과 공동 1위)
- 승률 0.800 (2위)
- 선발 등판 횟수 30회 (1위)
- 이닝당 출루 허용률 1.12 (3위)

##### 2013년시즌
2012년과 같이 위력적인 투구를 펼쳤다. 5경기 등판해 32이닝 동안 단 4자책점만을 내주는 짠물 피칭을 했다. 하지만 5월 들어 아내의 출산으로 미국에 갔다 온 후 투구의 밸런스를 잃으며 4월의 좋은 흐름을 이어가지 못했다. 싱커볼이 밋밋하게 들어오며 피안타가 많아지고 제구가 잘 안 돼 어려움을 겼었다. 특히 6월 15일 LG전에서는 오심이 겹치며 한 이닝 8실점으로 최악투를 보였다. 후반기 들어 싱커볼의 위력이 살아나며 7월에는 2점대 평균자책점을 기록했다. 하지만 8월과 9월에 자주 무너지며 2012년과 같은 모습은 보이지 못했다. 8월 27일 LG전에서 7이닝 무실점으로 시즌 두 자릿수 승을 달성했으나, 2012년에 비해 많이 부족한 성적을 기록했다.

##### 2014년시즌
시즌 초반부터 부진했다. 5월 14일에 방출되며 시즌 외국인 1호 퇴출 선수가 됐다. 그의 대체 선수로는 2013년에 KIA에서 활동했던 헨리 소사가 영입됐다.

## 야구선수 은퇴 후

### SK 와이번스시절
2014년 11월 1일 미국 전담 외국인 선수 선발 담당 스카우트를 1년동안 맡았다.

### 넥센 히어로즈&키움 히어로즈시절
2016년부터 화성 히어로즈의 투수총괄코치로 활동했고, 2017년 8월부터 투수코치로 활동했다.

### SSG 랜더스시절
2021년부터 외인 투수 어드바이저로 활동했다.

## 트리비아
- 2012년부터 넥센 히어로즈에서 활동했던 앤디 밴 헤켄과는 독립 리그 팀에서 함께 활동했다.
- 선수 시절 그는 선발 등판하는 경기가 있으면 경기 전에 영자 신문을 탐독했다. 이는 그가 경기에 대한 생각을 잠시 잊고, 마인드 컨트롤을 하기 위해서라고 한다.[3]

## 에피소드
- 베이징 올림픽 미국 야구 국가대표팀 선수여서 삼성 라이온즈 입단 전에도 알려졌던 그는 한국과의 올림픽 예선 경기에 선발 투수로 등판해 이대호에게 홈런을 허용했다. 2009년에 한국에서 이대호를 다시 만났고 이대호에게 약한 모습을 보였다.[4] 하지만 이대호의 소속 팀인 롯데는 그에게 약한 모습을 보였고 다음 해인 2009년에 롯데를 상대로 전승을 기록했다. 넥센 히어로즈 이적 후에도 롯데에 강한 면모를 보였다.
- 성실한 훈련 태도와 외국인 선수답지 않은 겸손한 모습이 돋보여서, 동료 선수들은 물론 구단 관계자와 친하게 지낸다.[5]
- 그는 2012년 시즌 최고의 성적을 냈음에도 불구하고 당시 삼성 라이온즈의 투수였던 장원삼에 7표 차이로 밀려 골든 글러브를 수상하지 못했는데, 이에 관하여 여론의 후폭풍이 거셌다. 어느 기자는 외국인 차별에 대해서도 신랄하게 비판했으며, 팀 성적이 과연 골든 글러브의 수상에 있어서 중요한가라는 이야기도 나왔다. 하지만 그는 장원삼에 대해 골든 글러브를 받을 자격이 있다고 언급했다.[1]

## 별명
- 그가 등판한 경기는 대부분 이기는 게임이 많아서 팬들로부터 '나이트(Knight)'의 동음 이의어인 night를 본뜬 '밤느님'이라고 불렸다.
- '나이트(Knight(기사))'라는 이름과 백인이라는 특성이 합쳐져서 만들어진 '백기사'라고 불렸다.

## 통산 기록
| 연 도          | 소 속          | 나 이          | 승 리 | 패 전 | 승 률 | 평 자 책 | 출 장 | 선 발 | 완 투 | 완 봉 | 세 이 브 | 홀 드 | 이 닝 | 피 안 타 | 피 홈 런 | 볼 넷 | 고 4 | 탈 삼 진 | 몸 맞 | 보 크 | 폭 투 | 실 점 | 자 책 | 타 자 수 | W H I P |
| -------------- | -------------- | -------------- | ----- | ----- | ----- | -------- | ----- | ----- | ----- | ----- | -------- | ----- | ----- | -------- | -------- | ----- | ---- | -------- | ----- | ----- | ----- | ----- | ----- | -------- | ------- |
| 2001           | NYY            | 26             | 0     | 0     | ----  | 10.13    | 4     | 0     | 0     | 0     | 0        | 0     | 10.2  | 18       | 5        | 3     | 0    | 7        | 0     | 0     | 0     | 12    | 12    | 52       | 1.97    |
| 2002           | NYY            | 27             | 0     | 0     | ----  | 11.42    | 7     | 0     | 0     | 0     | 0        | 0     | 8.2   | 11       | 2        | 5     | 0    | 7        | 0     | 0     | 1     | 12    | 11    | 41       | 1.85    |
| 2003           | 다이에         | 28             | 6     | 4     | .600  | 4.86     | 16    | 16    | 0     | 0     | 0        | 0     | 87.0  | 105      | 9        | 45    | 4    | 77       | 3     | 2     | 6     | 51    | 47    | 401      | 1.72    |
| 2004           | 다이에         | 29             | 0     | 0     | ----  | 12.00    | 6     | 0     | 0     | 0     | 0        | 0     | 6.0   | 11       | 0        | 6     | 0    | 5        | 1     | 0     | 2     | 10    | 8     | 36       | 2.83    |
| 2005           | 닛폰햄         | 30             | 0     | 2     | .000  | 11.12    | 8     | 2     | 0     | 0     | 0        | 0     | 11.1  | 20       | 3        | 7     | 0    | 14       | 1     | 0     | 1     | 18    | 14    | 62       | 2.38    |
| 2008           | NYM            | 33             | 1     | 0     | 1.000 | 5.25     | 4     | 2     | 0     | 0     | 0        | 0     | 12.0  | 14       | 0        | 7     | 0    | 10       | 2     | 0     | 0     | 7     | 7     | 57       | 1.75    |
| 2009           | 삼성           | 34             | 6     | 2     | .750  | 3.56     | 11    | 10    | 0     | 0     | 0        | 0     | 60.2  | 52       | 5        | 28    | 0    | 51       | 2     | 0     | 6     | 26    | 24    | 260      | 1.32    |
| 2010           | 삼성           | 35             | 6     | 5     | .545  | 4.54     | 21    | 14    | 0     | 0     | 0        | 0     | 83.1  | 87       | 5        | 42    | 2    | 66       | 2     | 0     | 6     | 47    | 42    | 375      | 1.55    |
| 2011           | 넥센           | 36             | 7     | 15    | .318  | 4.70     | 30    | 30    | 0     | 0     | 0        | 0     | 172.1 | 169      | 12       | 98    | 0    | 115      | 12    | 0     | 7     | 98    | 90    | 768      | 1.55    |
| 2012           | 넥센           | 37             | 16    | 4     | .800  | 2.20     | 30    | 30    | 2     | 1     | 0        | 0     | 208.2 | 180      | 6        | 53    | 1    | 102      | 7     | 0     | 2     | 60    | 51    | 832      | 1.12    |
| 2013           | 넥센           | 38             | 12    | 10    | .545  | 4.43     | 30    | 30    | 0     | 0     | 0        | 0     | 172.2 | 192      | 10       | 79    | 1    | 129      | 14    | 0     | 2     | 96    | 85    | 769      | 1.57    |
| 2014           | 넥센           | 39             | 1     | 2     | .333  | 5.52     | 6     | 6     | 0     | 0     | 0        | 0     | 29.1  | 36       | 5        | 22    | 0    | 19       | 1     | 0     | 0     | 22    | 18    | 142      | 1.98    |
| MLB 통산 : 3년 | MLB 통산 : 3년 | MLB 통산 : 3년 | 1     | 0     | 1.000 | 8.62     | 15    | 2     | 0     | 0     | 0        | 0     | 31.1  | 43       | 7        | 15    | 0    | 24       | 2     | 0     | 1     | 31    | 30    | 150      | 1.85    |
| NPB 통산 : 3년 | NPB 통산 : 3년 | NPB 통산 : 3년 | 6     | 6     | .500  | 5.95     | 30    | 18    | 0     | 0     | 0        | 0     | 104.1 | 136      | 12       | 58    | 4    | 96       | 5     | 2     | 9     | 79    | 69    | 499      | 1.86    |
| KBO 통산 : 6년 | KBO 통산 : 6년 | KBO 통산 : 6년 | 48    | 38    | .558  | 3.84     | 128   | 120   | 2     | 1     | 0        | 0     | 727.0 | 716      | 43       | 322   | 4    | 482      | 38    | 0     | 23    | 349   | 310   | 3146     | 1.43    |

- 시즌 기록 중 굵은 글씨는 해당 시즌 최고 기록